# Férébory Doré
Férébory « Fodé » Doré, né le 21 janvier 1989, est un footballeur international congolais évoluant au poste d'avant-centre au SC Beaucouzé.

## Biographie
Férébory Doré intègre la réserve d'Angers SCO au cours de la saison 2009-2010 et évolue à plusieurs reprises avec l'équipe première notamment contre Laval où il inscrit son premier but professionnel qui offre la victoire à son équipe. Le 24 juin 2010, Férébory signe son premier contrat professionnel d'une durée de quatre saisons. Lors de cette première saison, il prend part à sept rencontres avant de devenir en titulaire indiscutable du club pensionnaire de Ligue 2.
Après quatre saisons dans le club angevin, il quitte la France et rejoint le Petrolul Ploiesti en Roumanie. Il n'y passe seulement que six mois avant de signer en faveur du Botev Plovdiv en Bulgarie. L’expérience ne dure que très peu de temps puisqu'il retrouve le championnat roumain quelques mois plus tard sous les couleurs du CFR Cluj.
Lors du mercato de l'été 2015, il fait son retour dans son club formateur du SCO Angers et joue ses premiers matchs de Ligue 1.
En juin 2017, il est prêté une saison à Clermont Foot 63. En concurrence avec Ludovic Ajorque, il ne connait qu'une seule titularisation en quinze apparitions en Ligue 2. L'arrivée de Romain Spano fin décembre le sort définitivement des plans de Pascal Gastien, le SCO et Clermont s'entendent alors pour mettre fin à son prêt le 31 janvier 2018. Angers ayant également atteint son quota de joueurs prêtés, son rapatriement permet le départ de Enzo Crivelli en prêt au SM Caen.